# Paramonacanthus
Paramonacanthus – rodzaj morskich ryb rozdymkokształtnych z rodziny jednorożkowatych.

## Klasyfikacja
Gatunki zaliczane do tego rodzaju:
| - Paramonacanthus arabicus - Paramonacanthus choirocephalus - Paramonacanthus cryptodon - Paramonacanthus curtorhynchos - Paramonacanthus filicauda - Paramonacanthus frenatus - Paramonacanthus japonicus - Paramonacanthus lowei | - Paramonacanthus matsuurai - Paramonacanthus nematophorus - Paramonacanthus nipponensis - Paramonacanthus oblongus - Paramonacanthus otisensis - Paramonacanthus pusillus - Paramonacanthus sulcatus - Paramonacanthus tricuspis |